# Filippo Del Giudice
Filippo Del Giudice (Trani, 26 marzo 1892 – Firenze, 1º gennaio 1962) è stato un produttore cinematografico italiano, che operò in Gran Bretagna negli anni trenta e Quaranta.
Nato a Trani nel 1892, si trasferì a Roma, dove studiò legge. Nel 1933 lasciò l'Italia e si trasferì in Gran Bretagna. Fondò la casa cinematografica Two Cities Films insieme a Mario Zampi.
Allo scoppio della seconda guerra mondiale, come italiano, fu internato in un campo di concentramento, dal quale però ottenne presto di essere liberato per riprendere la sua attività di produttore cinematografico. Nei primi anni quaranta collaborò con la sua casa cinematografica alla produzione di alcuni importanti film con tematiche di guerra e anti-naziste: Freedom Radio, regia di Anthony Asquith, 1941; Eroi del mare, regia di Noël Coward e David Lean, 1942; Sesso gentile, regia di Leslie Howard, 1942; The Lamp Still Burns, regia di Maurice Elvey, 1943. A titolo di amicizia, partecipò anche, in veste di attore, nel ruolo del gerarca fascista, al film Il primo dei pochi diretto, prodotto e interpretato da Leslie Howard (1942).
Nel 1944 la casa cinematografica Two Cities Films incontrò difficoltà finanziarie per gli elevati costi di produzione del film Enrico V di Laurence Olivier, che portarono ad un controllo della società da parte della casa di produzione di J. Arthur Rank. Nonostante i numerosi film di successo prodotti negli anni seguenti dalla Two Cities, il controllo di Rank si fece sempre più pesante, finché Del Giudice lasciò la società nel 1947, fondando una nuova casa cinematografica, e infine tornò in Italia, nel 1950, abbandonando definitivamente la carriera di produttore cinematografico.